# بیمارستان آمریکایی تبریز
بیمارستان میسیون آمریکایی تبریز، یک بیمارستان در تبریز بود که در مجاورت کنسولگری سابق آمریکا در تبریز و در خیابان شریعتی این شهر واقع شده و مجهزترین بیمارستان تبریز در آن زمان بود. محل این بیمارستان در حال حاضر به دانشکده پرستاری و مامایی تبریز اختصاص یافته است.

## پیشینه
این بیمارستان در سال ۱۹۱۰ میلادی (۱۲۸۹ خورشیدی) برای انجام امور خیریه و به عنوان تبلیغات مذهبی فرقه پروتستان‌ها در تبریز و خیابان شریعتی این شهر تأسیس شد. این بیمارستان که مجهزترین مکان درمانی تبریز در آن زمان بود، در مساحتی به وسعت ۲۰ هزار متر مربع (دو هکتار) ساخته شده و تمام لوازم و وسایل بیمارستان، کادر درمانی و پزشکان آن از طرف کلیسای انجیلی پروتستان‌ها از آمریکا به تبریز و ده شهر معروف ایران ارسال می‌شد و پزشکان بیمارستان هم ضمن داشتن وظیفهٔ طبابت و درمانی به تبلیغ آیین مسیحیت می‌پرداختند.
در این بیمارستان پزشکان معروفی چون دکتر چارلز لم، دکتر استوارت، دکتر اشنایدر، خانم دکتر پورتر مشغول انجام وظیفه بوده و ضمناً از پزشکان معروف و اساتید تبریز چون دکتر شفیع امین، دکتر هاشمی، دکتر میربها و دکتر آلبرت لازار در امر طبابت و درمان بهره می‌گرفتند.

## تخریب
بیمارستان مسیحی آمریکایی تبریز تا سال ۱۳۵۲ کماکان دایر بود که در آن سال این بیمارستان قدیمی با بنای تاریخی آن توسط دانشگاه تبریز خریداری شده و این بیمارستان مستطیل شکل با عمارت قدیمی تخریب شده و به جای آن ساختمان تاریخی، دانشکده پرستاری و مامایی زیر نظر دانشگاه علوم پزشکی تبریز احداث شد.
در روبروی بیمارستان آمریکایی، ساختمانی قدیمی با معماری آمریکایی وجود دارد که اکنون در تملک خانوادهٔ زرخواه است. این عمارت محل سکونت پزشکان و مدرسه عالی پرستاری آمریکایی بود که سالانه ۳۰ نفر از این مدرسه عالی دخترانه پرستاری فارغ‌التحصیل شده و در خدمات درمانی و بیمارستانی مشغول انجام وظیفه می‌شدند.